# Alexander Fleming (escultura)
La escultura urbana conocida por el nombre  “Alexander Fleming“, ubicada en la entrada a la aldea de Vallín, en la parroquia de Limanes, en el concejo de Oviedo, Principado de Asturias, España, es una de las más de un centenar que adornan las calles de la mencionada ciudad española.
El paisaje urbano de esta ciudad,  se ve adornado por  obras escultóricas, generalmente monumentos conmemorativos dedicados a personajes de especial relevancia en un primer momento, y más puramente artísticas desde finales del siglo XX.
La escultura, hecha en piedra, es obra de Félix Alonso Arena, y está datada en 1972.
Esta escultura se realizó en honor del médico Alexander Fleming, descubridor de la penicilina. Se trata de un conjunto compuesto  por un murete de ladrillo que se cierra con  una verja de hierro colado, presidido por el busto labrado en piedra de este médico investigador. A los lados del conjunto hay relieves  de los escudos de Oviedo y Limanes.